# Thymoites luculentus
Thymoites luculentus es una especie de araña araneomorfa del género Thymoites, familia Theridiidae. Fue descrita científicamente por Simon en 1894.
Habita desde México hasta Panamá.